# Kostel svatého Mikuláše (Miroslavské Knínice)

Půdorys kostela

Kostel svatého Mikuláše se nachází v obci Miroslavské Knínice v zámeckém parku. Jedná se původně raně gotický kostel z 3. čtvrtiny 13. století. Kostel je kulturní památkou.

## Historie
Jeho vznik je spojen se sousedící tvrzí (dnešní zámek) jejímž majitelem je roku 1270 uváděn Jaroslav z Knínic. Kostel byl postaven původně v raně gotickém stylu se hřbitovem v okolí. Na boku lodě je dochován kamenný portál z 2. poloviny 15. století, na pravé straně presbytáře jsou nejspíše zazděné sedile. Sakristie a věž jsou nejspíše z 16. století. Během úprav roku 1802 byla v lodi vytvořena nová okna (možná na místě původních), západní vchod a obnovena či vytvořena kruchta s bočním schodištěm. V roce 1677 nechal majitel Jan Filip Verdenberg ulít sanktusníkový zvon, ze stejné doby je snad i věž. V roce 1809 přešly Knínice pod vlastnictví Emanuela Bartensteina, který o rok později změnil park podle dobového vkusu. O rok později tedy zanikl místní hřbitov, který byl nahrazen novým v místech kaple sv. Floriana. Roku 1850 byly pořízeny nové lavice, barokní kazatelna z roku 1858 se nacházela nějakou dobu ve stodole. V roce 2018 byly do kostela pořízeny nové dubové lavice.

### Archeologický průzkum
Během záchranného archeologické průzkumu v letech 2004–2005 bylo při snižování podlahy kostela objeveno několik vrstev podlah, fragmenty barevné omítky a zbytky obdélného přístavku v západní polovině lodi, který mohl být boční kaplí. Při výkopech kolem kostela byly v jižní části nalezeny zbytky dvou kolmých opěráků a na severní straně, jeden se zbytky okenní kružby. Na severní straně byly nalezeny zbytky zdiva a šikmě orientovaného opěráku a také obdélného přístavku při dnešní sakristii, bezpochyby z doby středověku. Pod podlahou kostela byly rovněž nalezeny doklady staršího pravěkého osídlení asi z doby bronzové.

## Stavba

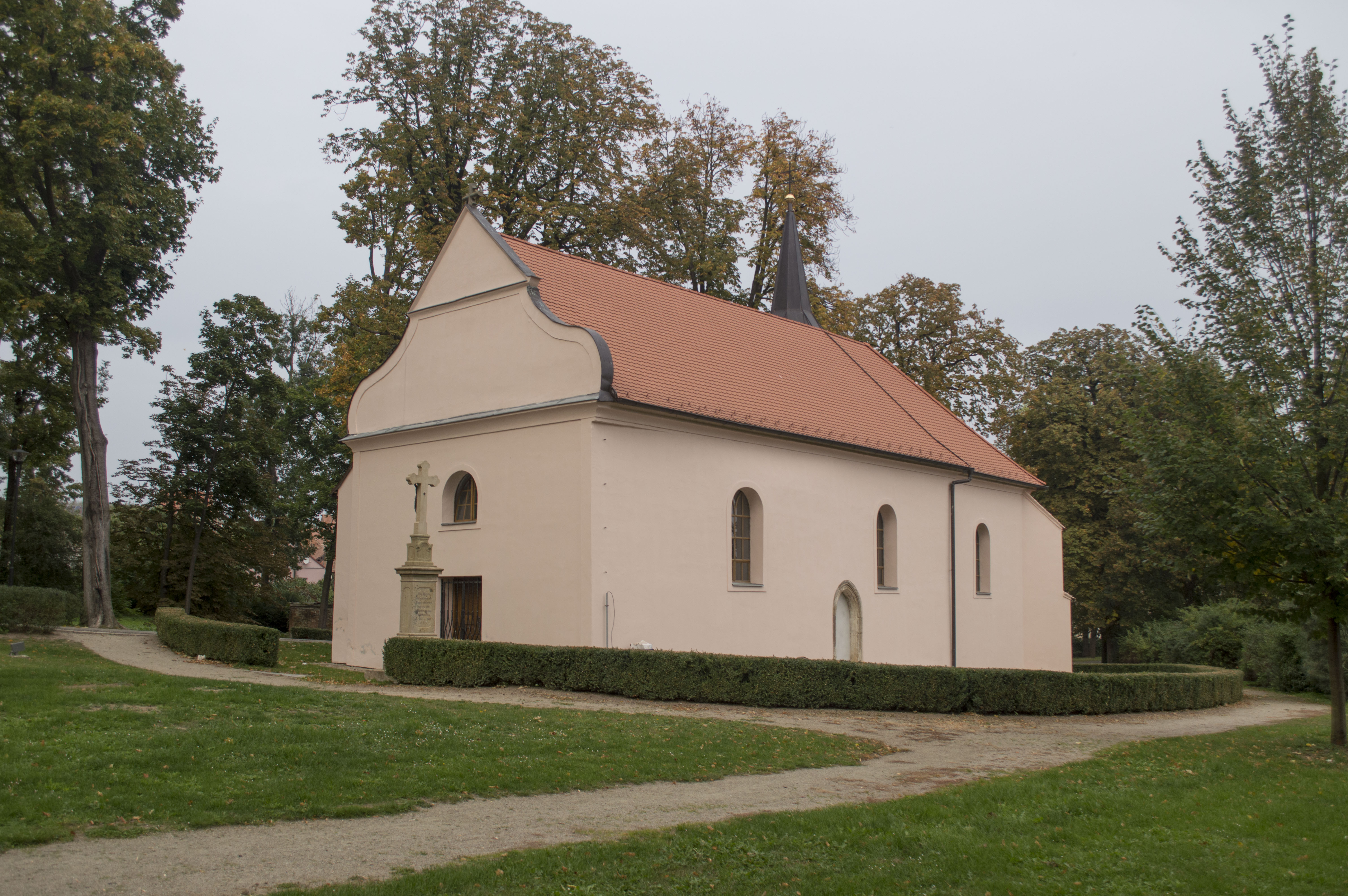
Pohled na kostel z jihozápadu
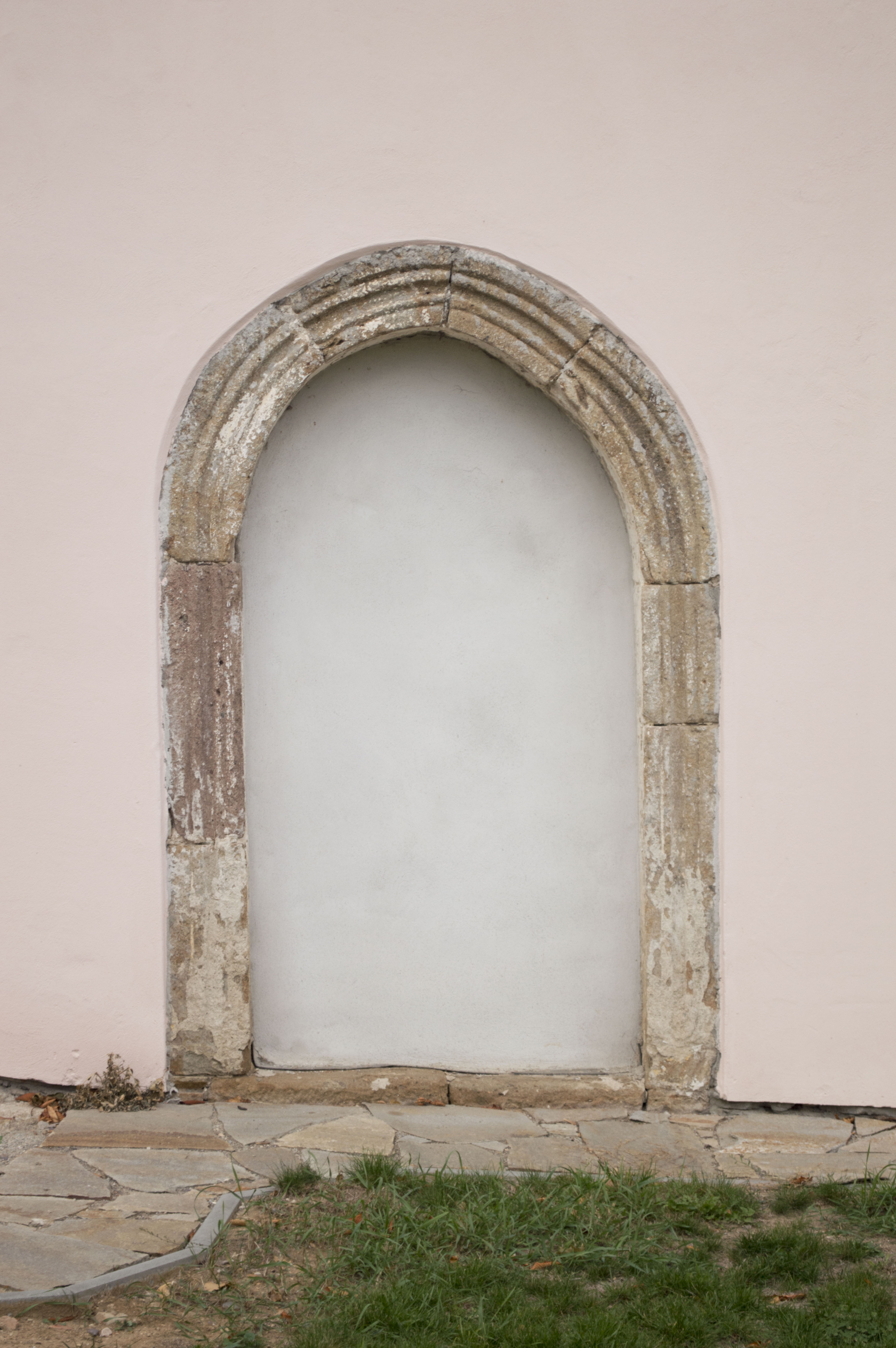
Pozdně-gotický portál kostela v jižní zdi
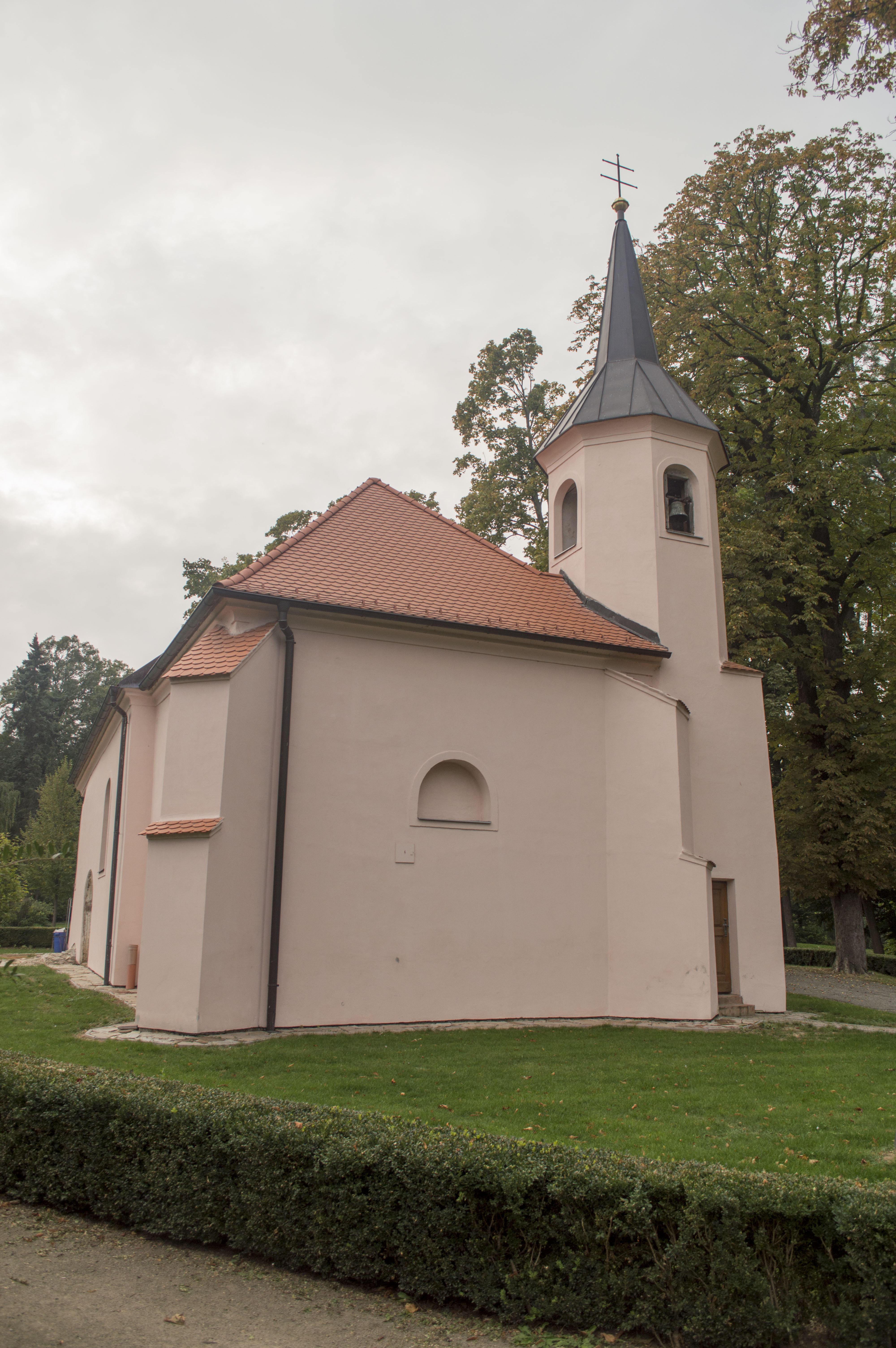
Pohled z východní strany
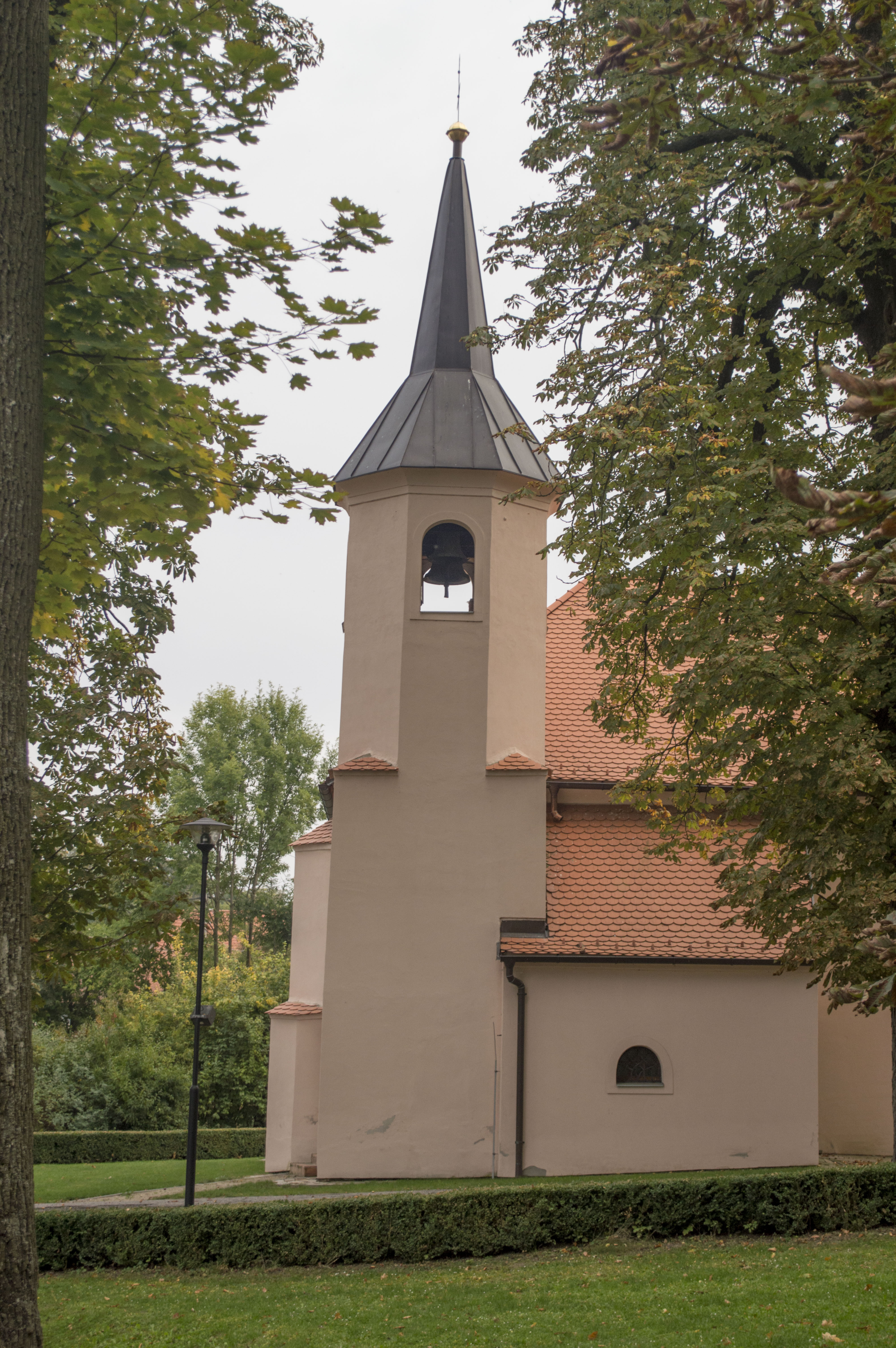
Pohled na věž ze severu

### Interiér

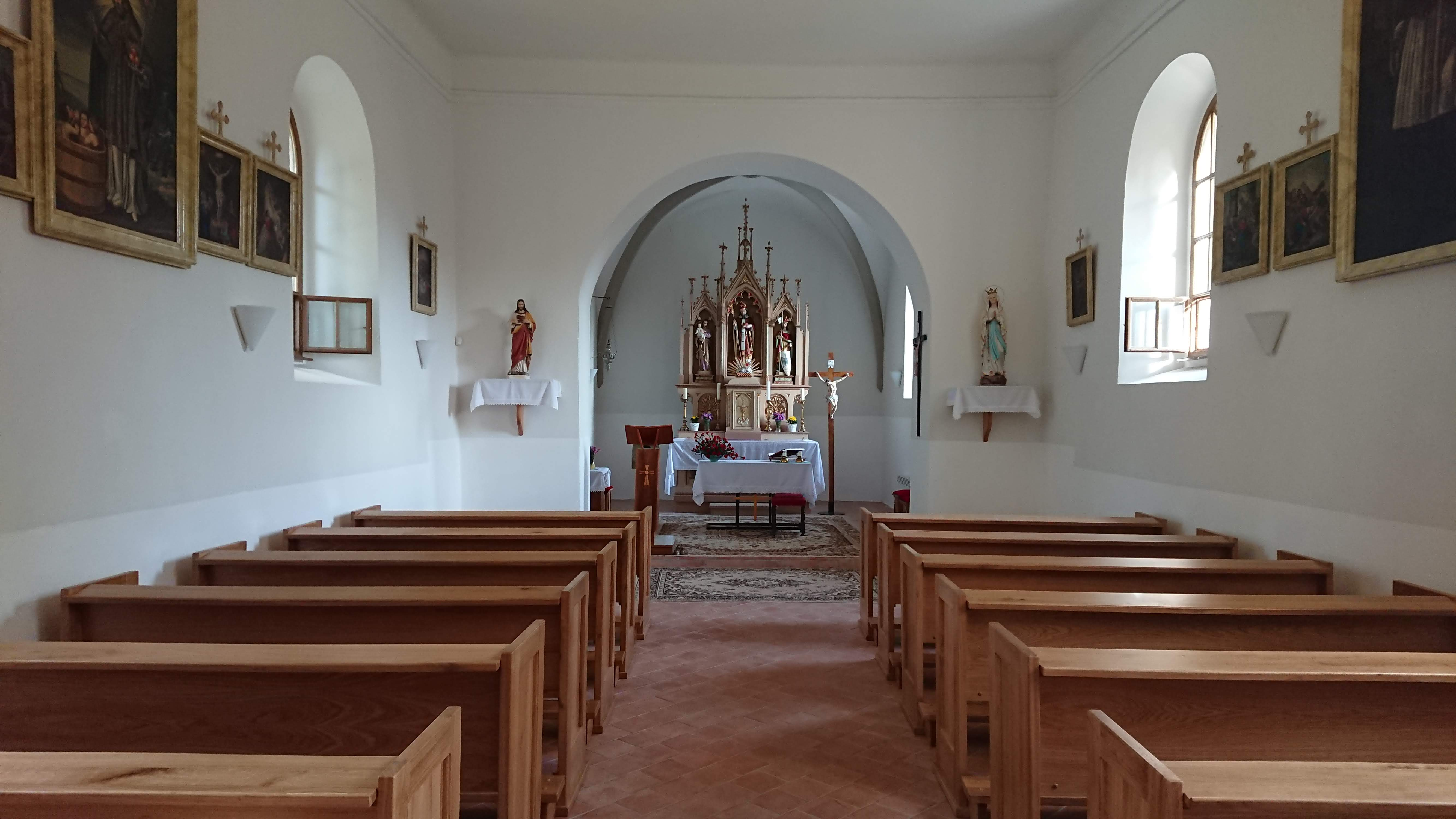
Pohled do lodi
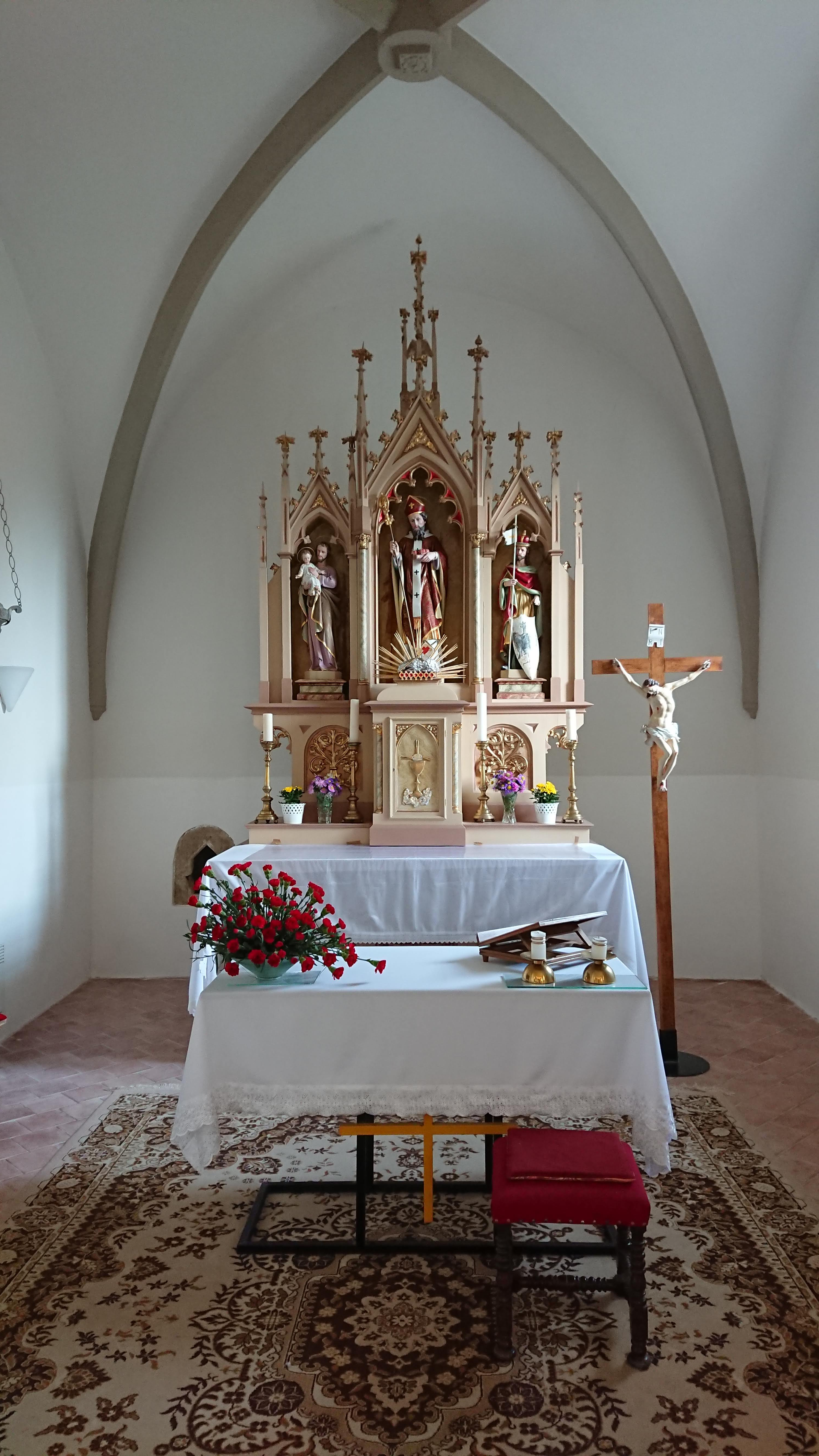
Neogotický oltář z roku 1896 od Franze Schmalzla.
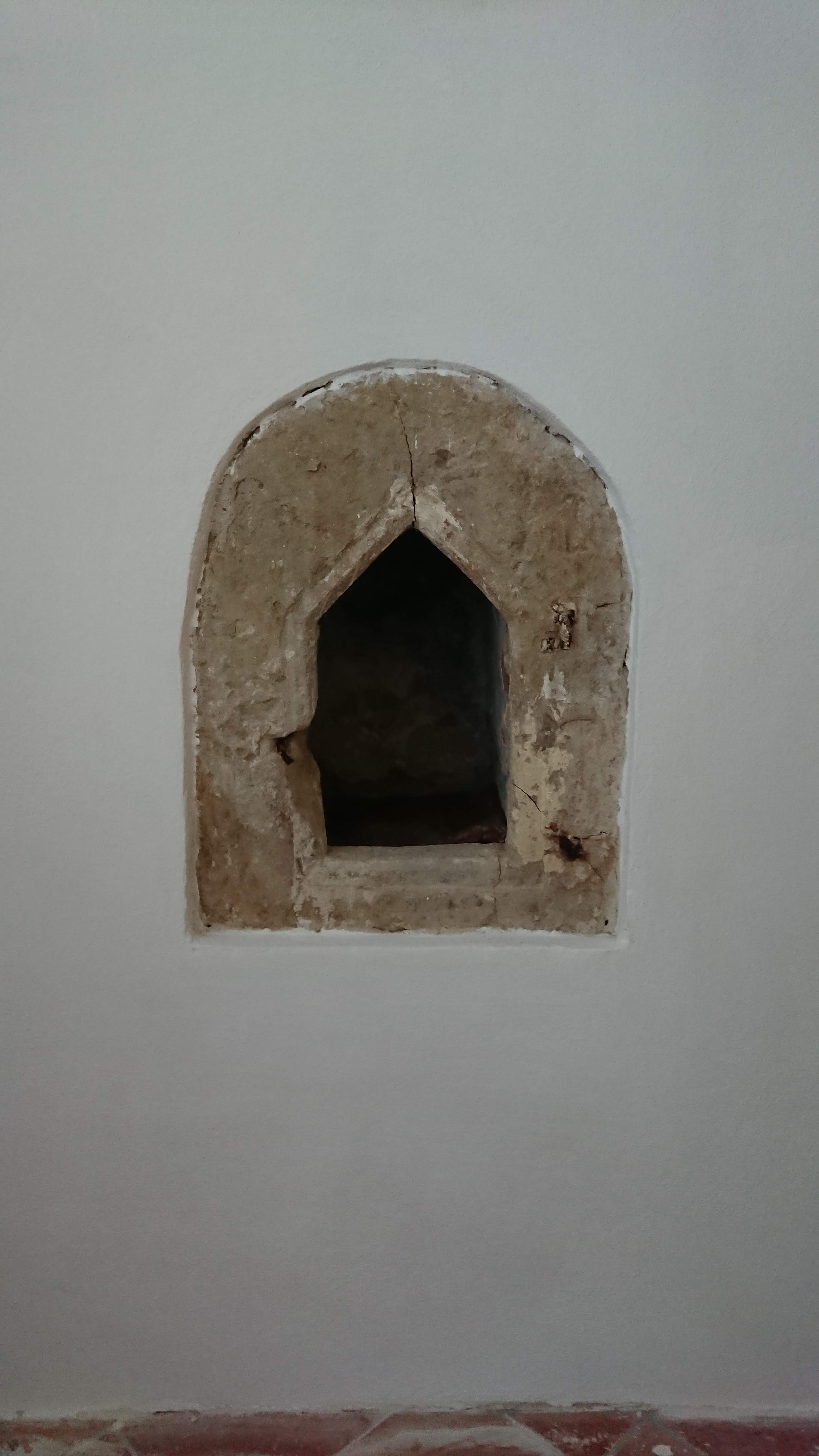
Sanktuárium ve zdi presbytáře
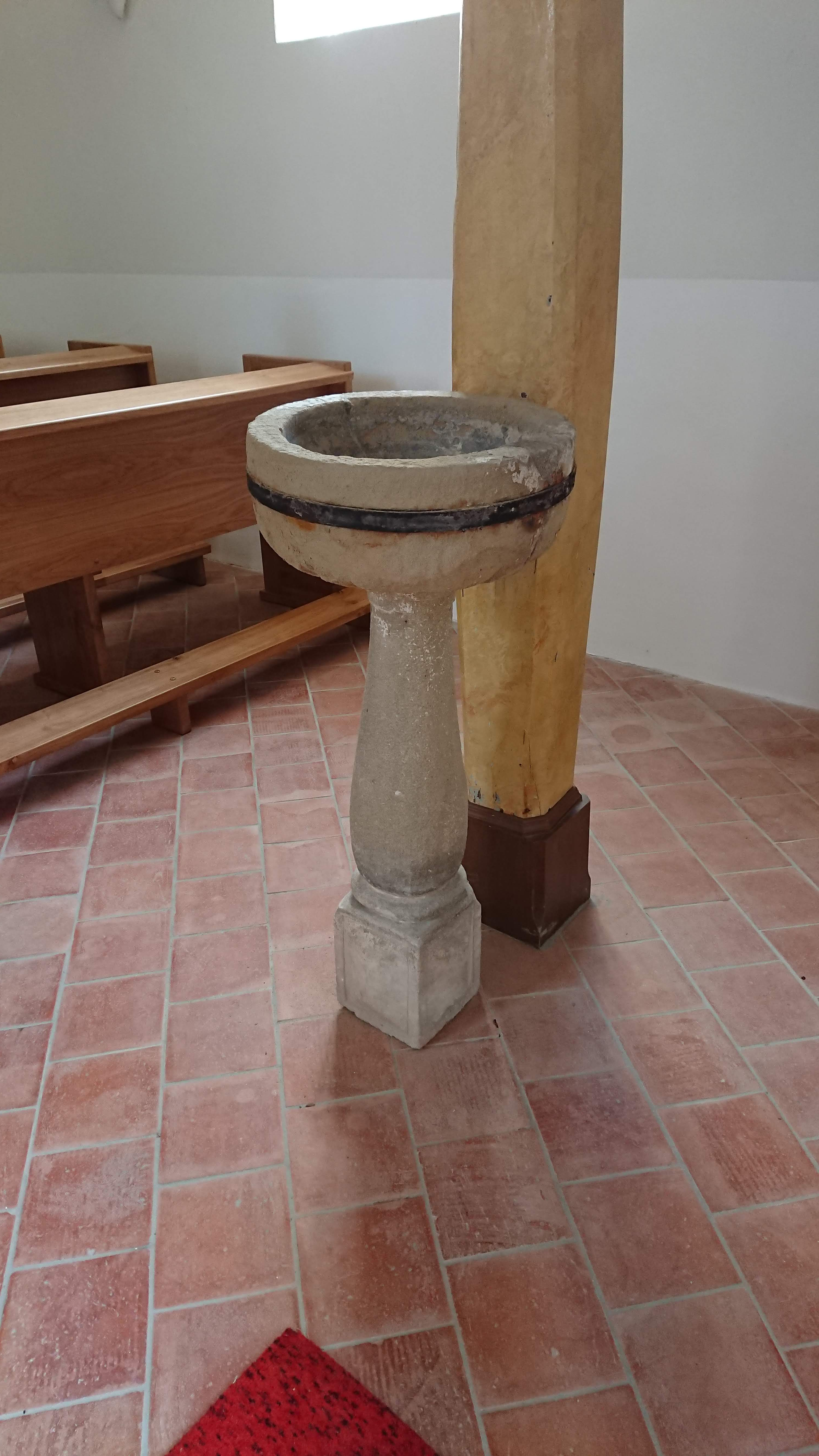
Barokní křtitelnice z roku 1641
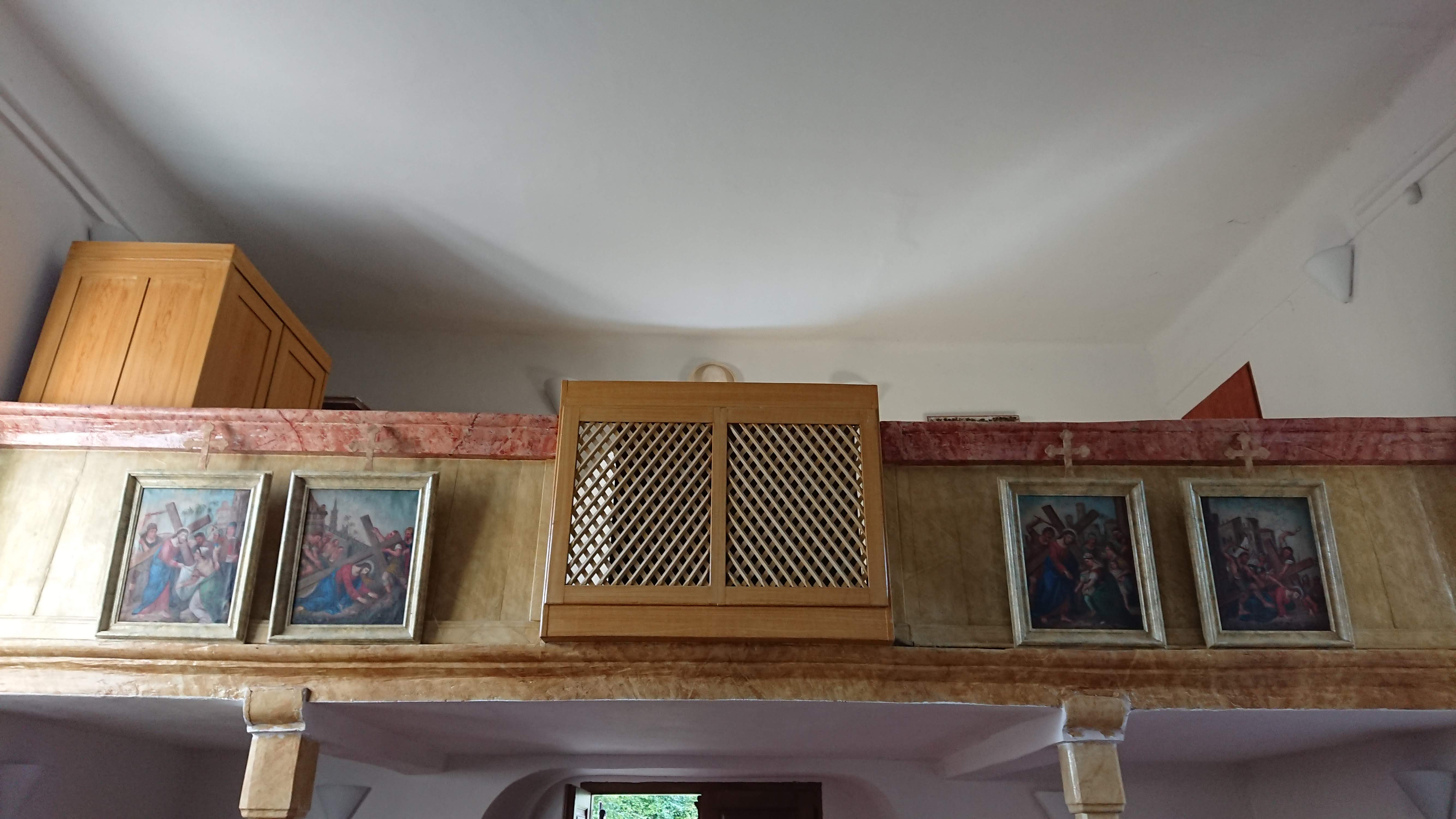
Kúr
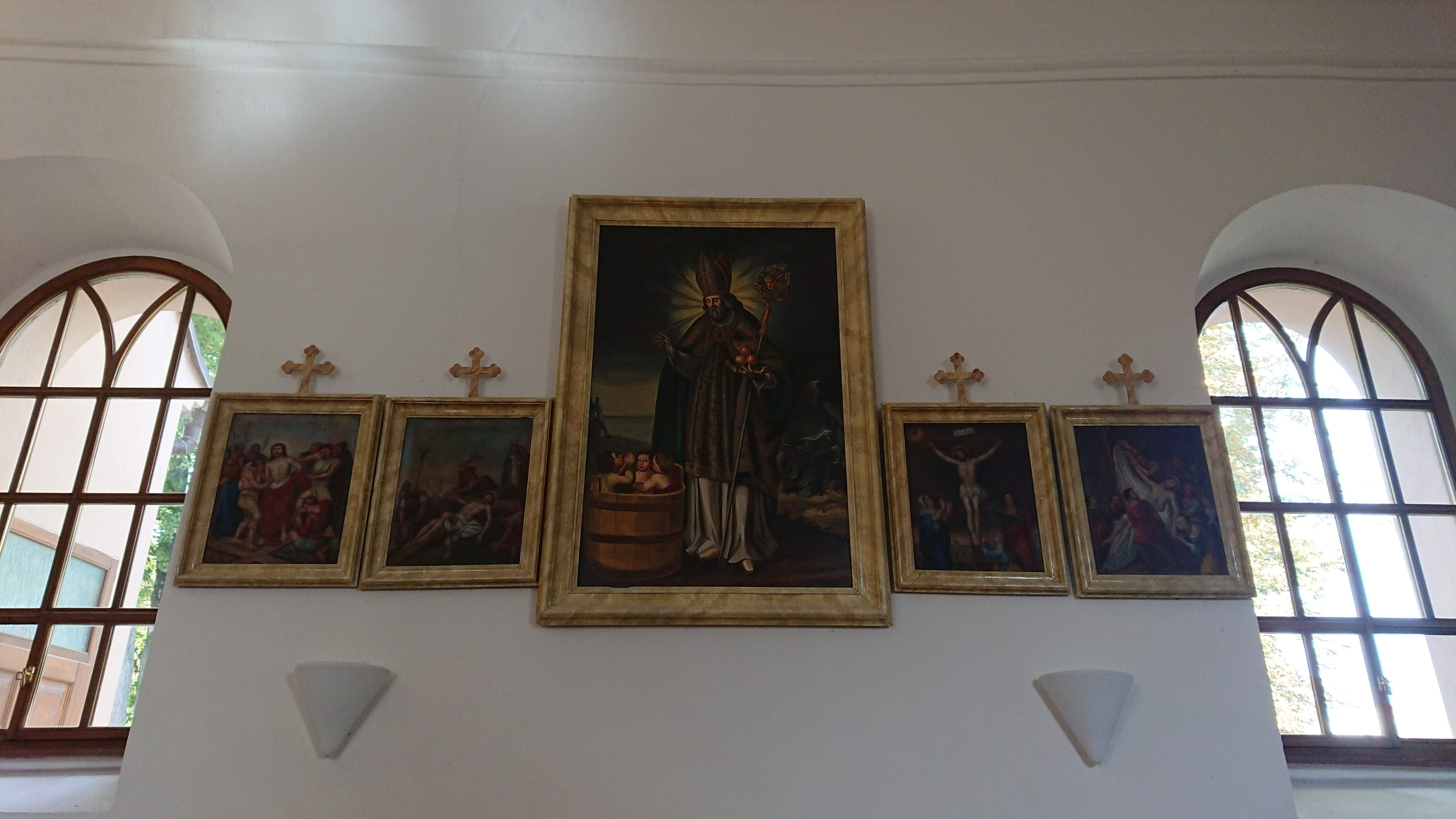
Obrazy křížové cesty a světců
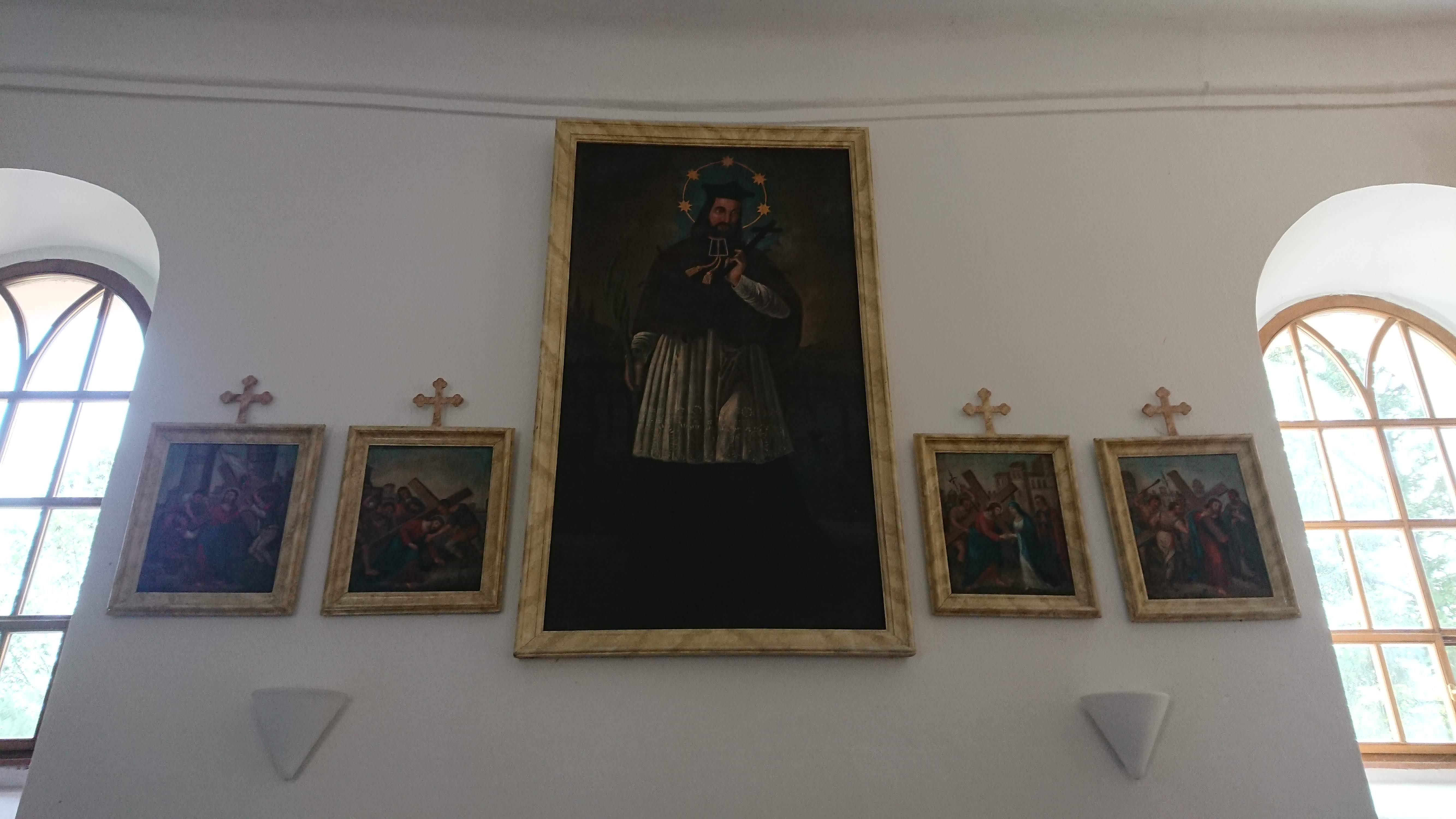
Obrazy křížové cesty a světců